# La-Pérouse-Gletscher
Der La-Pérouse-Gletscher ist ein 24 km langer Gletscher im Glacier-Bay-Nationalpark im Panhandle von Alaska (USA). 

## Geografie
Das Nährgebiet des Gletschers befindet sich an der Südflanke von Mount Crillon in der südlichen Fairweather Range auf einer Höhe von 2900 m. Von dort strömt er 7 km nach Süden und wendet sich anschließend nach Südwesten. Flankiert wird der Gletscher von den Bergen Mount Dagelet im Norden und Mount La Perouse im Süden. Der im Mittel etwa 1,8 km breite Gletscher zwängt sich durch einen 970 m schmalen Engpass und erreicht schließlich die Meeresküste. Die Gletscherzunge weist eine Breite von 3,1 km auf.

## Gletscherentwicklung
Anfang der 2000er Jahre war die Position der Eisfront des Gletschers noch stabil und lag unmittelbar an der Meeresküste. Der La-Pérouse-Gletscher war zu dieser Zeit der einzige verbliebene Gletscher in Nordamerika, der periodisch direkt in das offene Meer kalbt.

## Namensgebung
Der La-Pérouse-Gletscher wurde von W. H. Dall vom U.S. Coast and Geodetic Survey (USC&GS) im Jahr 1874 nach Jean-François de La Pérouse (1741–1788), einem französischen Seefahrer und Geographen, benannt.